# 금강로 (강진군)
금강로(Geumgang-ro)는 전라남도 강진군 성전면 낭동교차로에서 강진군 병영면을 잇는 도로이다.

## 주요 경유지
전라남도
- 강진군 (성전면 - 작천면 - 병영면)

## 노선
| 이름                | 접속 노선                   | 소재지 | 소재지 | 비고 |
| ------------------- | --------------------------- | ------ | ------ | ---- |
| 낭동 교차로         | 송계로                      | 강진군 | 성전면 |      |
| 신정2교             |                             | 강진군 | 성전면 |      |
| 신제 교차로         | 남해고속도로 제10호선       | 강진군 | 성전면 |      |
| 영풍 교차로         | 성밭로                      | 강진군 | 성전면 |      |
| 명산리삼거리        | 솔치로                      | 강진군 | 성전면 |      |
| 평리교              |                             | 강진군 | 작천면 |      |
| 작천면소재지 사거리 | 지방도 제827호선 (까치내로) | 강진군 | 작천면 |      |
| (이름없음)          | 홍교로                      | 강진군 | 병영면 |      |

## 주요 시설및 건물
- SK에너지 강진한들농협 작천주유소 (금강로 606/평리 395-2)